# 1953 na literatura

## Eventos
- Carlos de Oliveira publica Uma Abelha na Chuva, um dos mais aclamados romances portugueses do século XX.

## Nascimentos
| Data           | Nome                      | Profissão                     | Nacionalidade  | Observações | Ref |
| -------------- | ------------------------- | ----------------------------- | -------------- | ----------- | --- |
| 15 de março    | Heather Graham Pozzessere | escritora                     | Estados Unidos |             |     |
| 20 de julho    | Thomas Friedman           | jornalista e escritor         | Estados Unidos |             |     |
| 17 de agosto   | Herta Müller              | escritora, poetisa e ensaísta | Roménia        |             |     |
| 18 de Novembro | Alan Moore                | escritor de banda desenhada   | Inglaterra     |             |     |
| ?              | Charles Pellegrino        | escritor e cientista          | Estados Unidos |             |     |
| ?              | Luís Pimentel             | escritor e jornalista         | Brasil         |             |     |
| ?              | Andrew Morton             | escritor e jornalista         | Reino Unido    |             |     |

## Mortes
| Data           | Nome                | Profissão                                                                       | Nacionalidade  | Observações | Ref |
| -------------- | ------------------- | ------------------------------------------------------------------------------- | -------------- | ----------- | --- |
| 11 de janeiro  | Hans Aanrud         | narrador e dramaturgo                                                           | Noruega        | n. 1863     |     |
| 27 de Novembro | Eugene O'Neill      | escritor                                                                        | Estados Unidos | n. 1888     |     |
| ??             | Teodoro Braga       | pintor, educador, historiador, escritor, geógrafo e advogado                    | Brasil         | n. 1872     |     |
| ??             | Raul Pederneiras    | caricaturista, ilustrador, pintor, professor, teatrólogo, compositor e escritor | Brasil         | n. 1874     |     |
| ??             | João Pina de Morais | escritor, jornalista, político e militar                                        | Portugal       | n . 1889    |     |

## Prémios literários
- Nobel de Literatura - Sir Winston Churchill
- Prémio Machado de Assis - Érico Veríssimo